# Aage Bohr
Aage Niels Bohr (Kopenhagen, 19 juni 1922 – aldaar, 8 september 2009) was een Deens kernfysicus en zoon van de bekende natuurkundige Niels Bohr. Samen met Ben Mottelson en James Rainwater won hij in 1975 de Nobelprijs voor Natuurkunde voor de kwantummechanische beschrijving van deeltjes in de atoomkern.

## Biografie
Aage Bohr was de vierde zoon van Niels Bohr en zijn echtgenote Margrethe Nørlund. Hij groeide op in een intellectuele omgeving waar hij omringd werd door beroemde wetenschappers zoals Hendrik Kramers, Oskar Klein, Yoshio Nishina, Wolfgang Pauli en Werner Heisenberg toen deze met zijn vader samenwerkten aan het destijds toonaangevende Instituut van Theoretische Fysica (huidige Niels Bohr-instituut).
In 1940, kort na de bezetting van Denemarken door nazi-Duitsland begon Bohr aan zijn natuurkundestudie aan de universiteit van Kopenhagen. In oktober 1943, voordat hij door de Duitse politie zou worden gearresteerd vluchtte Niels Bohr met zijn gezin naar Zweden, om daarna door te reizen naar Londen, Washington en Los Alamos. Gedurende de tijd dat zijn vader meewerkte aan het Manhattanproject reisde Aage samen met zijn vader en trad daarbij op als diens assistent en secretaris.
Nadat de oorlog was beëindigd keerden de Bohrs in 1945 terug naar Denemarken en keerde Aage terug naar de universiteit, om in 1946 zowel zijn master te behalen als te promoveren op een studie naar de rotatie van de atoomkern. Na zijn afstuderen werd hij medewerker bij het Instituut van Theoretische Fysica. Begin 1948 werkte hij aan het Institute for Advanced Study te Princeton en van januari 1949 tot augustus 1950 aan de Columbia-universiteit. Tijdens zijn verblijf in de Verenigde Staten ontmoette en huwde hij Marietta Soffer met wie hij drie kinderen kreeg, Vilhelm, Tomas en Margrethe.
Bohr werd in 1956 benoemd tot hoogleraar natuurkunde aan de universiteit van Kopenhagen, en – na het overlijden van zijn vader in 1962 – diens opvolger als directeur van het Instituut van Theoretische Fysica. Deze positie behield hij tot 1970. Van 1975 tot 1981 was hij directeur van Nordita, het Noords Instituut voor Theoretisch Atoomfysica. Aage Bohr overleed op 87-jarige leeftijd in zijn geboortestad Kopenhagen.

## Werk
In 1948 bracht Bohr met Ben Mottelson en James Rainwater in Kopenhagen de kennis van de structuur van de atoomkern bijeen in Single-Particle Motion (eerste deel, 1969), en in Nuclear Deformations (tweede deel, 1975). De inspanningen van de drie leverden hun in 1975 de Nobelprijs voor de Natuurkunde op, voor hun onderzoek naar de kwantummechanische beschrijving van kerndeeltjes ("voor de ontdekking van het verband tussen collectieve beweging en deeltjesbeweging in atoomkernen, en de ontwikkeling van de theorie van de structuur van de atoomkern gebaseerd op dit verband"). Zijn vader kreeg in 1922 eveneens de Nobelprijs voor de Natuurkunde.